# Andreu Mas-Colell
Andreu Mas-Colell (Barcelona, 29 juni 1944) is een Catalaans econoom, gespecialiseerd in micro-economie en  wiskundige economie. In 1995 bracht Mas-Colell samen met Michael Winston en Jerry Green Microeconomic theory uit. In een steekproef uit 2004 bleek dit het meest gebruikte micro-economische leerboek voor graduate students.
Mas-Colell is de oprichter van de Barcelona Graduate School of Economics en een professor aan de economische faculteit van de Pompeu Fabra Universiteit in Barcelona in de Spaanse deelstaat Catalonië.  
Hij heeft in het kabinet van de Catalaanse regering gediend.
- Bibsys: 90101906
- Biblioteca Nacional de España: XX1089913
- Bibliothèque nationale de France: cb122781295 (data)
- Catàleg d'autoritats de noms i títols de Catalunya: 981058529200806706
- CiNii: DA00545180
- DBLP: 44/6736
- Gemeinsame Normdatei: 130591297
- International Standard Name Identifier: 0000 0003 8283 9768
- Library of Congress Control Number: n84157767
- Mathematics Genealogy Project: 32893
- Nationale Bibliotheek van Tsjechië: ctu2011657338
- Nationale Bibliotheek van Israël: 987007308459405171
- Nationale Bibliotheek van Polen: a0000002674733
- Nationale en Universitaire bibliotheek Zagreb: 000042456
- Nederlandse Thesaurus van Auteursnamen: 069846146
- ORCID: 0000-0003-0312-4730
- LIBRIS: 195298
- Système universitaire de documentation: 031597319
- Virtual International Authority File: 267020411
- WorldCat: E39PBJkTbgDFwyJMbYVWDGRkDq